# كوم أشكيلو
قرية كوم أشكيلو هي إحدى القرى التابعة لمركز جرجا بمحافظة سوهاج في جمهورية مصر العربية. حسب إحصاءات سنة 2006، بلغ إجمالي السكان في كوم أشكيلو 4108 نسمة، منهم 2057 رجل و2051 امرأة.